# Piotr Havik
Piotr Havik, né le 7 juillet 1994 à Gouda, est un coureur cycliste néerlandais.

## Biographie
Piotr Havik naît le 7 juillet 1994 à Gouda aux Pays-Bas.

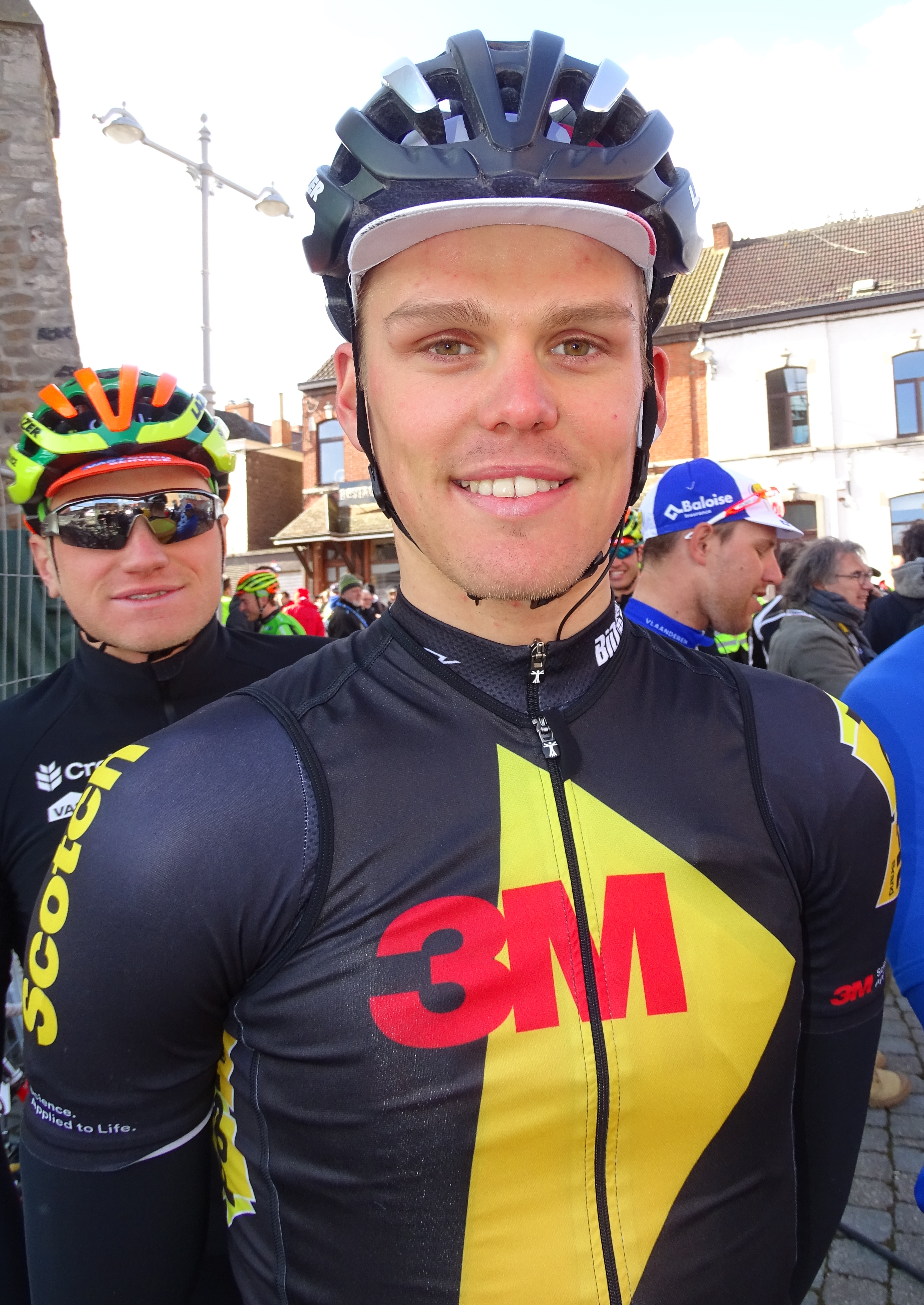
Piotr Havik lors du départ du Samyn 2016 à Quaregnon.

En 2011, il remporte la Ronde des vallées. L'année suivante, il entre chez Avia Fuji Youth et remporte le Circuit Mandel-Lys-Escaut juniors, le classement général du Tour de Basse-Saxe juniors, la 2e étape et le classement général du Rothaus Regio-Tour et termine 2e de La Bernaudeau Junior, 2e du Trophée Centre Morbihan et 2e des Trois Jours d'Axel. En 2013, il est recruté par l'équipe de club belge EFC-Omega Pharma-Quick Step, où son résultat le plus significatif sur l'UCI Europe Tour est une dixième place sur le Circuit de Wallonie.
En 2014, il entre dans l'équipe continentale néerlandaise Rabobank Development. Il remporte la 1re étape du Tour de la province de Valence où il prend la troisième place du classement général et termine 3e du Championnat des Pays-Bas sur route espoirs.
En 2016, il entre dans l'équipe continentale belge 3M. En 2017, il est membre de l'équipe WV Westland Wil Vooruit puis intègre l'équipe World Tour Katusha-Alpecin en tant que stagiaire.
Il s'engage pour la saison 2018 avec l'équipe irlandaise An Post-ChainReaction avant que celle-ci n'annonce sa dissolution. Il est finalement engagé par la nouvelle équipe continentale BEAT Cycling Club. En août, il termine treizième du Grand Prix de la ville de Zottegem.
En aout 2019, il remporte le Grand Prix de la ville de Zottegem devant le champion allemand André Greipel. Le lendemain, il termine sixième de la Veenendaal-Veenendaal Classic.
Il met un terme à sa carrière à l'issue de la saison 2021. 

## Palmarès
- 2011
  - Ronde des vallées
  - 2e de la Ster van Zuid-Limburg
  - 3e de la Flèche du Brabant flamand
- 2012
  - Circuit Mandel-Lys-Escaut juniors
  - Classement général du Tour de Basse-Saxe juniors
  - Rothaus Regio-Tour :
    - Classement général
    - 2e étape

  - 2e de La Bernaudeau Junior
  - 2e du Trophée Centre Morbihan
  - 2e des Trois Jours d'Axel
  - 3e du Kuurnse Leieomloop
- 2014
  - 1re étape du Tour de la province de Valence
  - 3e du championnat des Pays-Bas sur route espoirs
  - 3e du Tour de la province de Valence
- 2017
  - Arden Challenge :
    - Classement général
    - 2e étape

  - 2e du Grand Prix Briek Schotte
  - 3e de la Boucle de l'Artois
- 2018
  - Tour d'Overijssel
  - De Draai van de Kai
  - 10e étape de la Vuelta a Chiriquí
  - 2e du Prix national de clôture
  - 3e du Tour du Limbourg
- 2019
  - 1re étape du Kreiz Breizh Elites (contre-la-montre par équipes)
  - Grand Prix de la ville de Zottegem
  - Prix national de clôture
  - 2e de Halle-Ingooigem
  - 3e du Tour d'Overijssel
  - 3e du Mémorial Rik Van Steenbergen
- 2023
  - 3e du Grand Prix de la ville de Saint-Nicolas
- 2024
  - Grand Prix Florian Vermeersch
  - 3e du Grand Prix MHD-Filou

## Classements mondiaux
| Année           | 2014 | 2015 | 2016   | 2017   | 2018 | 2019 | 2020   | 2021 |
| --------------- | ---- | ---- | ------ | ------ | ---- | ---- | ------ | ---- |
| UCI Europe Tour | 683e | nc   | 1 329e | 1 493e | 236e | 100e | 1 179e | 720e |